# زبان ابلایی
زبان اِبْلایی یک زبان منقرض شده سامی است که در سده ۲۳ پیش از میلاد در شهر باستانی ابلا (تل مردیخ) که میان حلب و حمات در غرب سوریه امروزی قرار داشت استفاده می‌شد.
زبان ابلایی به عنوان یک زبان از شاخه سامی خاوری توصیف شده که ممکن است بسیار به اکدی پیشا-سارگونی نزدیک بوده باشد. برخی حتی آن را از گویش‌های اکدی دانسته‌اند. از دهه ۱۹۷۰ به این‌سو ۱۵ هزار لوح به زبان ابلایی که با خط میخی نوشته شده در ویرانه‌های شهر ابلا یافته شده است.